# U-42 (tàu ngầm Đức) (1939)
U-42 là một tàu ngầm tuần dương  Lớp Type IX thuộc phân lớp Type IXA được Hải quân Đức Quốc Xã chế tạo trước Chiến tranh Thế giới thứ hai. Nhập biên chế năm 1939, nó chỉ thực hiện được một chuyến tuần tra duy nhất và gây hư hại cho một tàu buôn tải trọng 4.803 GRT, trước khi bị các tàu khu trục HMS Imogen và HMS Ilex của Hải quân Hoàng gia Anh thả mìn sâu đánh chìm trong Đại Tây Dương về phía Tây Nam Ireland vào ngày 13 tháng 10, 1939.

## Thiết kế và chế tạo

### Thiết kế
Thiết kế của tàu ngầm Type IX là phiên bản cải biến từ tàu ngầm Type IA. Chúng có trọng lượng choán nước 1.032 t (1.016 tấn Anh) khi nổi và 1.153 t (1.135 tấn Anh) khi lặn). Con tàu có chiều dài chung 76,50 m (251 ft 0 in), lớp vỏ trong chịu áp lực dài 58,75 m (192 ft 9 in), mạn tàu rộng 6,51 m (21 ft 4 in), chiều cao 9,40 m (30 ft 10 in) và mớn nước 4,70 m (15 ft 5 in).
Chúng trang bị hai động cơ diesel MAN M 9 V 40/46 siêu tăng áp 9-xy lanh 4 thì, tổng công suất 4.400 PS (3.200 kW; 4.300 bhp), dẫn động hai trục chân vịt đường kính 1,92 m (6,3 ft), cho phép đạt tốc độ tối đa 18,2 kn (33,7 km/h), và tầm hoạt động tối đa 10.500 nmi (19.400 km) khi đi tốc độ đường trường 10 kn (19 km/h). Khi đi ngầm dưới nước, chúng sử dụng hai động cơ/máy phát điện Siemens-Schuckert 2 GU 345/34 tổng công suất 1.000 PS (740 kW; 990 shp). Tốc độ tối đa khi lặn là 7,7 kn (14,3 km/h), và tầm hoạt động 65–78 nmi (120–144 km) ở tốc độ 4 kn (7,4 km/h). Con tàu có khả năng lặn sâu đến 230 m (750 ft).
Vũ khí trang bị có sáu ống phóng ngư lôi 53,3 cm (21 in), bao gồm bốn ống trước mũi và hai ống phía đuôi, và mang theo tổng cộng 22 quả ngư lôi 53,3 cm (21 in). Tàu ngầm Type IX trang bị một hải pháo 10,5 cm (4,1 in) SK C/32 với 110 quả đạn, một pháo phòng không 3,7 cm (1,5 in) SK C/30 và hai pháo phòng không 2 cm (0,79 in) C/30. Thủy thủ đoàn bao gồm 4 sĩ quan và 44 thủy thủ.

### Chế tạo
U-42 được đặt hàng vào ngày 21 tháng 11, 1936, rõ ràng là một vi phạm những điều khoản của Hiệp ước Versailles, và được đặt lườn tại xưởng tàu AG Weser của hãng DeSchiMAG ở Bremen vào ngày 21 tháng 12, 1937. Nó được hạ thủy vào ngày 16 tháng 2, 1939, và nhập biên chế cùng Hải quân Đức Quốc Xã vào ngày 15 tháng 7, 1939 dưới quyền chỉ huy của Hạm trưởng, Đại úy Hải quân Rolf Dau.

## Lịch sử hoạt động
Sau khi hoạt động huấn luyện trong thành phần Chi hạm đội U-boat 6 từ tháng 7 đến tháng 10, 1939, U-42 xuất phát từ Wilhelmshaven vào ngày 2 tháng 10 cho chuyến tuần tra duy nhất mà nó thực hiện trong chiến tranh. Nó tiến ra Bắc Hải, rồi băng qua khe GIUK giữa quần đảo Faroe và Iceland để hoạt động trong vùng biển Bắc Đại Tây Dương về phía Tây Nam quần đảo Anh. Vào ngày 13 tháng 10, ở vị trí về phía Nam vịnh Bantry, Ireland, U-42 đã trồi lên mặt nước để tấn công bằng hải pháo chiếc tàu buôn Anh SS Stonepool 4.803 GRT, vốn bị phân tán khỏi Đoàn tàu OB 17 và đang trong hành trình từ Liverpool đi sang Bắc Mỹ. U-42 bắn trúng Stonepool nhiều phát và gây hư hại cho mục tiêu, nhưng cũng bị đối phương chống trả nên buộc phải lặn xuống né tránh.
Do tín hiệu cầu cứu từ Stonepool, các tàu khu trục Hải quân Hoàng gia Anh HMS Imogen và HMS Ilex đã đến nơi, phát hiện và tấn công U-42 bằng mìn sâu. Chiếc tàu ngầm bị đánh chìm ngoài khơi bờ biển Tây Nam của Ireland, tại tọa độ 49°12′B 16°00′T / 49,2°B 16°T.  Trong tổng số 46 thành viên thủy thủ đoàn của U-42, 26 người đã tử trận và 20 người khác sống sót và bị bắt làm tù binh chiến tranh. U-42 trở thành tàu ngầm U-boat thứ năm bị mất trong Thế Chiến II.

### Tóm tắt chiến công
U-42 đã gây hư hại cho một tàu buôn tải trọng 4.803 GRT:
| Ngày              | Tên tàu   | Quốc tịch | Tải trọng | Số phận   |
| ----------------- | --------- | --------- | --------- | --------- |
| 13 tháng 10, 1939 | Stonepool | Anh Quốc  | 4.803     | Bị hư hại |